# 530년대 기상이변
530년대 기상이변(extreme weather events of 535–536)은 최근 2000년 동안 북반구에서 발생한 가장 심각하고 길었던 단기냉각화 사건이다. 그 원인은 대기 중의 대규모 먼지층 형성이었으며, 그 먼지는 아마 열대지방의 대형 화산폭발, 또는 우주공간의 미소천체의 지구 충돌로 추측된다. 기상이변의 영향은 광범위했으며, 전세계적으로 흉작과 기근이 발생했다.

## 같이 보기
- 946년 백두산 분화
- 핌불베트르
- 1315년 대기근
- 유스티니아누스 1세
- 라키산
- 미노스 화산 분화
- 여름 없는 해